# Пряшевщина
Пряшевщина — газета українців-русинів, що була заснована у 1945 році у Пряшеві. Замість «Пряшевщини» у 1951 році засновано тижневик «Нове життя» та ілюстрований щомісячник «Дружно вперед», які виходять українською мовою.